# Mike Arcuri

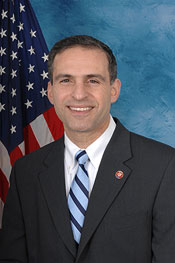
Mike Arcuri

Michael Angelo „Mike“ Arcuri (* 11. Juni 1959 in Utica, New York) ist ein US-amerikanischer Politiker der Demokratischen Partei. Er war von 2007 bis 2011 Mitglied des Repräsentantenhauses der Vereinigten Staaten für den Bundesstaat New York.

## Biografie
Arcuri wurde als Sohn von Carmen und Elizabeth Arcuri in Utica geboren. Seinen High-School-Abschluss erwarb er 1977 an der Thomas R. Proctor High School in seiner Geburtsstadt. 1981 schloss er an der University at Albany und 1984 an der New York Law School ab. Arcuri erwarb daraufhin die Zulassung, um als Rechtsanwalt arbeiten zu können. 1986 schließlich eröffnete er seine eigene Anwaltskanzlei in seiner Geburtsstadt, in der er heute noch lebt.
Arcuri wurde für den 24. New Yorker Kongressdistrikt 2007 mit 53,9 % der Stimmen ins US-Repräsentantenhaus gewählt. Er folgte dem Republikaner Sherwood Boehlert. Seinen Sitz verteidigte er bei den Wahlen 2008 mit 52 % der Stimmen gegen den Republikaner Richard L. Hanna. Hanna konnte ihm bei den Wahlen 2010 seinen Sitz abnehmen und vertrat seit Januar 2011 den 24. Distrikt. Arcuri erhielt 46,7 % der Stimmen. Er war zuletzt Mitglied im Committee on Transportation and Infrastructure und im Committee on Rules.
Mike Arcuri ist Römisch-Katholischen Glaubens, verheiratet mit Sabrina Dean-Arcuri und Vater zweier Kinder.